# Guerrero, Guanajuato
Guerrero är en ort i Mexiko.   Den ligger i kommunen San Miguel de Allende och delstaten Guanajuato, i den centrala delen av landet, 240 km nordväst om huvudstaden Mexico City. Guerrero ligger 1 855 meter över havet och antalet invånare är 249.
Terrängen runt Guerrero är platt åt nordväst, men åt sydost är den kuperad. Runt Guerrero är det ganska tätbefolkat, med 96 invånare per kvadratkilometer. Närmaste större samhälle är San Miguel de Allende, 7,1 km öster om Guerrero. Trakten runt Guerrero består i huvudsak av gräsmarker.